# Sportåret 1963

## Händelser

### Amerikansk fotboll
- Chicago Bears besegrar New York Giants med 14 - 10 i NFL-finalen.
- San Diego Chargers besegrar Boston Patriots med 51 - 10  i AFL-finalen.

### Bandy
- 24 februari -  Sovjetunionen vinner världsmästerskapet i Sverige före Finland och Sverige.[1]
- 3 mars - Brobergs IF blir svenska mästare genom att finalslå Edsbyns IF med 3-1 på Stockholms stadion.[2][3]

### Baseboll
- 6 oktober - National League-mästarna Los Angeles Dodgers vinner World Series med 4-0 i matcher över American League-mästarna New York Yankees.[4]

### Basket
- 24 april - Boston Celtics vinner NBA-finalserien mot Los Angeles Lakers.[5]
- 25 maj - Brasilien vinner herrvärldsmästare i Brasilien före Jugoslavien och Sovjet.[6]
- 13 oktober - Sovjet vinner herrarnas Europamästerskap i Wrocław genom att finalslå Polen med 61-45.[7]
- Alvik BK blir för första gången svenska mästare i basket.

### Bordtennis

#### SM

##### Herrsingel
- Hans Alsér blir svensk mästare för Leksbergs BTK.

### Boxning
- Sonny Liston försvarar sin världsmästartitel i tungviktsboxning genom att i en returmatch på nytt besegra Floyd Patterson.

### Cykel
- Franco Balmamion, Italien vinner Giro d'Italia för andra året i rad
- Jacques Anquetil, Frankrike vinner Tour de France för fjärde gången (tredje året i rad)
- Jacques Anquetil, Frankrike vinner Vuelta a España

### Fotboll
- 31 mars – Bolivia vinner sydamerikanska mästerskapet i Bolivia före Brasilien och Paraguay.[8]
- 15 maj - Tottenham Hotspur vinner Europeiska cupvinnarcupen genom att besegra Atletico Madrid med 5–1 i finalen på Feijenoord Stadium.[9]
- 22 maj - AC Milan vinner Europacupen för mästarlag genom att besegra SL Benfica med 2–1 i finalen på Wembley Stadium.[9]
- 25 maj - Manchester United FC vinner FA-cupfinalen mot Leicester City FC med 3-1 på Wembley Stadium.[10]
- 26 juni - Valencia CF vinner Mässcupen genom att vinna finalerna över NK Dinamo Zagreb.[9]
- 24 augusti - I Västtyskland blir Bundesliga ny förstadivision för hela landet.[11]
- 1 december - Ghana vinner afrikanska mästerskapet i Ghana genom att besegra Sudan med 3–0 i finalen.[12]
- Okänt datum – Lev Jasjin, Sovjet, utses till Årets spelare i Europa.

#### Ligasegrare / resp. lands mästare
- Belgien - Standard Liège
- England - Everton FC
- Frankrike - AS Monaco
- Italien - Juventus FC
- Nederländerna - PSV
- Skottland - Rangers
- Spanien - Real Madrid
- Sverige - IFK Norrköping
- Västtyskland - Borussia Dortmund

### Friidrott
- 31 december - Henry Clerckx, Belgien vinner Sylvesterloppet i São Paulo.[13]
- Aurele Vandendriessche, Belgien vinner Boston Marathon.[14]

### Golf

#### Herrar
- The Masters vinns av Jack Nicklaus, USA
- US Open vinns av Julius Boros, USA
- British Open vinns av Bob Charles, Nya Zeeland
- PGA Championship vinns av Jack Nicklaus, USA
- Mest vunna vinstpengar på PGA-touren: Arnold Palmer, USA med $128 230
- Ryder Cup: USA besegrar Storbritannien med 23 - 9

#### Damer
- US Womens Open – Mary Mills, USA
- LPGA Championship – Mickey Wright, USA
- Mest vunna vinstpengar på LPGA-touren: Mickey Wright, USA med $31 269

### Ishockey
- 17 februari - Svenska mästare blir Djurgårdens IF genom serieseger före Skellefteå AIK och Södertälje SK.[15]
- 17 mars - Sovjet vinner världsmästerskapet i Sverige före Sverige och Tjeckoslovakien.[16]
- 18 april - Stanley Cup vinns av Toronto Maple Leafs som besegrar Detroit Red Wings med 4 matcher mot 1 i slutspelet.[17]
- 16 juni - Västtyska ishockeyförbundet bildas i Krefeld av åtta delstatsförbund och 32 föreningar.[18]
- 25 juli - Kina inträder i IIHF.[19]
- 8 augusti - Nordkorea inträder i IIHF.[20]

### Konståkning
- VM
- Herrar – Donald McPherson, Kanada
- Damer – Sjoukje Dijkstra, Nederländerna
- Paråkning – Marika Kilius & Hans-Jürgen Bäumler, Västtyskland

### Motorsport

#### Formel 1
- 28 december - Världsmästare blir Jim Clark, Storbritannien.

#### Motocross
- Rolf Tibblin, Sverige blir världsmästare i 500cc-klassen på en Husqvarna.
- Torsten Hallman, Sverige blir världsmästare i 250cc-klassen på en Husqvarna.

#### Rally
- Gunnar Andersson vinner Europamästerskapet med Volvo PV544/Amazon.
- Erik Carlsson och Gunnar Palm vinner Monte Carlo-rallyt med en Saab 96.
- Tom Trana och Sune Lundström vinner RAC-rallyt med en Volvo PV544.

#### Speedway
- Ove Fundin, Sverige blir världsmästare.

#### Sportvagnsracing
- Den italienska biltillverkaren Ferrari vinner sportvagns-VM.
- Italienarna Ludovico Scarfiotti och Lorenzo Bandini vinner Le Mans 24-timmars med en Ferrari 250 P.

### Skidor, alpint

#### Herrar
- SM
  - Slalom vinns av Bengt-Erik Grahn, Tärna IK Fjällvinden.  Lagtävlingen vinns av Tärna IK Fjällvinden.
  - Storslalom vinns av Bengt-Erik Grahn, Tärna IK Fjällvinden.  Lagtävlingen vinns av Tärna IK Fjällvinden.
  - Störtlopp vinns av Bengt-Erik Grahn, Tärna IK Fjällvinden.  Lagtävlingen vinns av Tärna IK Fjällvinden.

#### Damer
- SM
  - Slalom vinns av Vivi-Anne Wassdahl, Östersund-Frösö SLK. Lagtävlingen vinns av Östersund-Frösö SLK.
  - Storslalom vinns av Kathinka Frisk, Djurgårdens IF. Lagtävlingen vinns av Östersund-Frösö SLK.
  - Störtlopp vinns av Kerstin Jakobsson, Sollefteå GIF.

### Skidor, längdåkning

#### Herrar
- 3 mars - Janne Stefansson, Sälens IF vinner Vasaloppet.[21]

- SM
  - 15 km vinns av Ragnar Persson, Föllinge IF. Lagtävlingen vinns av IFK Mora.
  - 30 km vinns av Ragnar Persson, Föllinge IF och Assar Rönnlund, IFK Umeå. Lagtävlingen vinns av Sälens IF.
  - 50 km vinns av Assar Rönnlund, IFK Umeå. Lagtävlingen vinns av Lycksele IF.
  - Stafett 3 x 10 km vinns av IFK Mora med laget  Karl-Åke Asph, Lennart Olsson och Bjarne Andersson .

#### Damer
- SM
  - 5 km vinns av Toini Gustafsson, IFK Likenäs. Lagtävlingen vinns av Edsbyns IF.
  - 10 km vinns av Toini Gustafsson, IFK Likenäs. Lagtävlingen vinns av Edsbyns IF.
  - Stafett 3 x 5 km vinns av Edsbyns IF med laget  Gun Ädel,  Alice Eriksson och Britt Strandberg .

### Skidskytte

#### VM
- Herrar 20 km
  - 1 Vladimir Melanin, Sovjetunionen
  - 2 Artti Tyrväinen, Finland
  - 3 Hannu Pösti, Finland
- Stafett 3 x 7,5 km (Inofficiell)
  - 1 Sovjetunionen (Vladimir Melanin, Nikolaj Mesjarjakov & Valentin Psjenitsyn)
  - 2 Finland (Artti Tyrväinen, Hannu Pösti & Veikko Hakulinen)
  - 3 Norge (Jon Istad, Olav Jordet & Egil Nygård)

### Tennis

#### Herrar
- Tennisens Grand Slam: Rod Laver blir den andre spelaren genom tiderna som lyckas ta hem en fullständig Grand Slam under ett och samma år. Den förste var Donald Budge, USA som lyckades med bedriften 1938.
  - Australiska öppna - Roy Emerson, Australien
  - Franska öppna – Roy Emerson, Australien
  - Wimbledon – Chuck McKinley, USA
  - US Open – Rafael Osuna, Mexiko
- 28 december - USA vinner Davis Cup genom att finalbesegra Australien med 3-2 i Adelaide.[22]

#### Damer
- Tennisens Grand Slam:
  - Australiska öppna –Margaret Smith, Australien
  - Franska öppna – Lesley Turner, Australien
  - Wimbledon – Margaret Smith, Australien
  - US Open – Maria Bueno, Brasilien
- 20 juni - USA vinner Federation Cup genom att finalbesegra Australien med 2-1 i London.[23]

### Volleyboll
- 2 november - I Rumänien avgörs Europamästerskapen i volleyboll för både herrar och damer. Rumänien vinner herrturneringen i Bukarest före Ungern och Rumänien.[24] medan Sovjet vinner damturneringen i Constanța, före Polen och Rumänien.[25]

## Evenemang
- VM i konståkning arrangeras i Cortina d'Ampezzo, Italien
- VM i skidskytte arrangeras i Seefeld in Tirol, Österrike
- VM i ishockey arrangeras i Stockholm, Sverige

## Födda
- 26 januari - José Mourinho, portugisisk fotbollsspelare och -tränare.
- 31 januari – Manuela di Centa, italiensk längdskidåkare.
- 4 februari – Pirmin Zurbriggen, schweizisk alpin skidåkare
- 9 februari - Daniel Bravo, fransk fotbollsspelare.
- 17 februari - Michael Jordan, amerikansk basketspelare.
- 18 februari - Anders Frisk, svensk fotbollsdomare.
- 22 februari - Vijay Singh, fijiansk golfspelare.
- 21 mars - Ronald Koeman, nederländsk fotbollsspelare och -tränare.
- 23 mars – Ana Quirot, kubansk friidrottare.
- 14 april - Meg Mallon, amerikansk professionell golfspelare.
- 24 maj - Ivan Capelli, italiensk racerförare.
- 23 juni – Colin Montgomery, skotsk golfspelare.
- 17 juli – Matti Nykänen, finländsk backhoppare.
- 26 juli - Torgny Mogren, svensk längdåkare.
- 15 augusti – Marc Girardelli, österrikisk-luxemburgsk alpin skidåkare.
- 4 september – John Vanbiesbrouck, amerikansk ishockeyspelare.
- 9 september – Markus Wasmeier, tysk alpin skidåkare.
- 10 september - Randy Johnson, amerikansk basebollspelare.
- 19 september - David Seaman, engelsk fotbollsspelare.
- 29 september - Dave Andreychuk, kanadensisk ishockeyspelare.
- 10 oktober – Vegard Ulvang, norsk längdskidåkare.
- 22 oktober – Brian Boitano, amerikansk konståkare.
- 31 oktober - Dunga, brasiliansk fotbollsspelare.
- 5 november - José Manuel Pérez, spansk motorcyklist.
- 7 november - John Barnes, engelsk fotbollsspelare.
- 10 november
  - Mike Powell, amerikansk friidrottare.
  - Peter Schmeichel, dansk fotbollsspelare.
- 27 november - Roland Nilsson, svensk fotbollsspelare.
- 4 december – Sergej Bubka, ukrainsk friidrottare.
- 22 december - Giuseppe Bergomi, italiensk fotbollsspelare.
- 30 december - John van 't Schip, nederländsk fotbollsspelare och -tränare.

## Avlidna
- 15 oktober - Horton Smith, amerikansk golfspelare.

### Fotnoter
1. ↑  ”World Championships 1962/63” (på engelska). Bandysidan. http://www.bandysidan.nu/event.php?EVID=86. Läst 20 augusti 2011.
2. ↑  Erik Jonsson (12 februari 1961). ”1960–1969”. Svenska Bandyförbundet. Arkiverad från originalet den 17 mars 2020. https://web.archive.org/web/20200317215222/https://www.svenskbandy.se/BANDYFINALEN/HISTORIK/Svenskamastare/Herrar/1960-1969. Läst 18 mars 2020.
3. ↑  Claes-G Bengtsson (26 februari 2010). ”Den osannolika slutspelsmatchen”. Svenska Bandyförbundet. Arkiverad från originalet den 27 mars 2016. https://web.archive.org/web/20160327071408/http://www.svenskbandy.se/NYHETER/CLASSESHISTORISKAHORNA/Aldrekronikor/Denosannolikaslutspelsmatchen/. Läst 2 september 2011.
4. ↑  ”1963 World Series” (på engelska). Baseball-Reference.com. http://www.baseball-reference.com/postseason/1963_WS.shtml. Läst 14 juli 2015.
5. ↑  ”Basketball Reference”. http://www.basketball-reference.com/leagues/NBA_1963_games.html. Läst 25 augusti 2011.
6. ↑  ”Sport Statistics”. Arkiverad från originalet den 21 januari 2012. https://web.archive.org/web/20120121210705/http://todor66.com/basketball/World/Men_1963.html. Läst 24 augusti 2011.
7. ↑  ”Sport Statistics”. Arkiverad från originalet den 18 juni 2011. https://web.archive.org/web/20110618003722/http://www.todor66.com/basketball/Europe/Men_1963.html. Läst 24 augusti 2011.
8. ↑  ”South American Championship 1963” (på engelska). RSSSF. http://www.rsssf.com/tables/63safull.html. Läst 16 augusti 2011.
9. 1 2 3  ”European Competitions 1962-63” (på engelska). RSSSF. http://www.rsssf.com/ec/ec196263.html. Läst 16 augusti 2011.
10. ↑  ”England FA Challenge Cup 1962-1963” (på engelska). RSSSF. http://www.rsssf.com/tablese/engcup1963.html. Läst 19 augusti 2012.
11. ↑  ”Germany 1963/64” (på engelska). RSSSF. http://www.rsssf.com/tablesd/duit64.html. Läst 16 augusti 2011.
12. ↑  ”African Nations Cup 1963” (på engelska). RSSSF. http://www.rsssf.com/tables/63a.html. Läst 16 augusti 2011.
13. ↑  ”1960” (på portugisiska). Sylvesterloppet. Arkiverad från originalet den 1 mars 2014. https://web.archive.org/web/20140301030919/http://www.saosilvestre.com.br/1960. Läst 19 augusti 2012.
14. ↑  ”Boston Marathon”. Arkiverad från originalet den 27 april 2015. https://web.archive.org/web/20150427035419/http://www.baa.org/races/boston-marathon/boston-marathon-history/past-champions/past-mens-open-champions.aspx. Läst 9 april 2011.
15. ↑  ”Championnat de Suède 1962/63” (på franska). Hockey Arhices. 17 februari 1963. Arkiverad från originalet den 22 juni 2007. https://web.archive.org/web/20070622040852/http://www.hockeyarchives.info/Suede1963.htm. Läst 15 augusti 2011.
16. ↑  ”Championnats du monde 1963” (på franska). Hockey Arhices. 17 mars 1963. https://www.hockeyarchives.info/mondial1963.htm. Läst 15 augusti 2011.
17. ↑  ”NHL 1962/63” (på franska). Hockey Archives. https://www.hockeyarchives.info/NHL1963.htm. Läst 23 mars 2020.
18. ↑  ”Historie” (på tyska). Deutscher Eishockey-Bund. Arkiverad från originalet den 1 januari 2012. https://web.archive.org/web/20120101083316/http://www.deb-online.de/index.php/historie.html. Läst 27 augusti 2011.
19. ↑  ”China” (på engelska). International Ice Hockey Federation. 25 juli 1963. https://www.iihf.com/en/associations/334/china. Läst 21 augusti 2011.
20. ↑  ”DPR Korea” (på engelska). International Ice Hockey Federation. 8 augusti 1963. https://www.iihf.com/en/associations/339/dpr-korea. Läst 21 augusti 2011.
21. ↑  ”Historiska segrare”. Vasaloppet. Arkiverad från originalet den 22 mars 2020. https://web.archive.org/web/20200322121012/https://www.vasaloppet.se/wp-content/uploads/sites/1/2019/09/historiska_segrare_vasaloppet_sve_2019-09-18.pdf. Läst 5 september 2011.
22. ↑  ”Davis Cup”. http://www.daviscup.com/en/results/tie/details.aspx?tieId=10000743. Läst 20 augusti 2011.
23. ↑  ”Fed Cup”. Arkiverad från originalet den 24 mars 2012. https://web.archive.org/web/20120324115124/http://www.fedcup.com/en/results/tie/details.aspx?tieId=20005133. Läst 21 augusti 2011.
24. ↑  ”Sport Statistics”. Arkiverad från originalet den 21 april 2015. https://web.archive.org/web/20150421165446/http://todor66.com/volleyball/Europe/Men_1963.html. Läst 24 augusti 2011.
25. ↑  ”Sport Statistics”. Arkiverad från originalet den 26 juni 2015. https://web.archive.org/web/20150626103342/http://todor66.com/volleyball/Europe/Women_1963.html. Läst 24 augusti 2011.